# Relja Torinno
Реља Путниковић (Београд, 8. јун 1998), познатији као Relja Torinno или само R’, српски је текстописац и певач. Један је од оснивача српске продукцијске куће Генерација Зед.

## Биографија
Реља Путниковић је рођен 1998. године у Београду као син филмског монтажера Петра Путниковића. Музиком је почео да се бави 2016. године, када је објавио песму Златни Flow по којој је названа и дискографска кућа коју су недуго потом Шајне и он основали.
Током 2017. и 2018. периодично је избацивао песме са албума Сленг на ком се нашло десет песама, а као гости на песмама појављују се Ђаре, Шајне, Лаки Соса, Војаж и Хени.
Фебруара 2019. године основао је продукцијску кућу Генерација Зед, заједно са својим колегама Хенијем и Лименим. У оквиру Генерације Зед, радио је са бројним музичарима, а међу првим сарадњама издвајају се Гастоз и Едита, за које је Реља писао текст, а Хени радио музику за песме попут Аритмије, Антидот, Соба и друге.
Исте године објавио је заједнички албум са Лакијем Сосом Привођен, осуђиван?. Албум је издао под псеудонимом R’ и на њему се налази осам песама. За све песме је инструментал радио Реља, сем песме Диско кугла за коју је инструментал правио Попов.
У наредном периоду писао је текстове за песме Хенија, Нућија, Војажа, Бресквице, Кобрице, Зере и осталих музичара из продукцијске куће Генерација Зед. Крајем 2021. године посветио се соло каријери и најпре објавио песму Где падају звезде, а почетком 2022. године објавио је и синглове Приђи и Нешто у води. На лето исте године издао је и дует са Сексијем под називом Опасна.
У вези је са српском тиктокерком Теодором Поповском, са којом је објавио две песме — Хаос, лом у септембру 2022. године, којом је Поповска упловила у музичке воде, а потом и Кокакола децембра исте године. За песму Хаос, лом је Реља Торино сам писао текст и музику, док је за нумеру Кокакола текст писао са Лименим, а на музици су радили њих двојица са Хенијем. Реља је на лето 2023. објавио још једну песму са Теодором, дует под називом Проблема.

## Дискографија

### Албуми
| №   | Назив                            | Трајање |  |
| 1.  | Пљачка (ft. Ђаре, Шајне)         |         |  |
| 2.  | Сигнал (ft. Шајне)               |         |  |
| 3.  | Црно дете (ft. Лаки Соса)        |         |  |
| 4.  | Сленг                            |         |  |
| 5.  | Горим (ft. Хени)                 |         |  |
| 6.  | Most Wanted                      |         |  |
| 7.  | Ma ni**a                         |         |  |
| 8.  | Надарен ил’ проклет (ft. Voyage) |         |  |
| 9.  | Даљина                           |         |  |
| 10. | Airplane mode                    |         |  |

| №  | Назив       | Трајање |  |
| 1. | Сплендид    |         |  |
| 2. | Фавела      |         |  |
| 3. | Prime       |         |  |
| 4. | Комиран     |         |  |
| 5. | Рефлекс     |         |  |
| 6. | Диско кугла |         |  |
| 7. | Гас         |         |  |
| 8. | OG Kush     |         |  |

### Синглови
- Златни Flow (ft. Шајне, 2016)
- Број један (ft. Шајне, 2017)
- Цепам (ft. Шајне, 2018)
- Балерина (ft. Хени, 2019)
- Србија до Токија (ft. Хени, 2021)
- Хуракан (ft. Лаки Соса, 2021)
- Где падају звезде (2021)
- Приђи (2022)
- Нешто у води (2022)
- Опасна (ft. Секси, 2022)
- Хаос, лом (ft. Поповска, 2022)
- Кокакола (ft. Поповска, 2022)
- Проблема (ft. Поповска, 2023)

### Као текстописац
- Гастоз, Аритмије (2018)
- Гастоз, Антидот (2018)
- Хени и Војаж, Отрован (2019)
- Кобрица, Лобања (2019)
- Гастоз и Александра, Катаклизма (2019)
- Едита, Соба (2019)
- Хени, Сети ме се (2020)
- Хени, Шансе премале (2020)
- Хени, Превише глуме (2020)
- Хени, Само на ноћ (2021)
- Марина Висковић, Casablanca (2021)
- Хени, У БГ-у (2021)
- Цвија, За воланом (2021)
- Цвија и Едита, Филм о нама (2021)
- Хени, Мартини (2022)
- Нући, Бебо 3 (2022)
- Зера, Бараба (2022)
- Зера, Олако (2022)
- Бресквица, Лутка (2022)
- Хени и Едита, Магла (2022)
- Зера, Из суботе у петак (2022)
- Бресквица, Лептир (2022)
- Попов, Лето (2022)
- Гастоз, Конобари (2022)
- Едита и Раста, Будале (2022)
- Хени и Лимени, X6 (2022)
- Махрина, Змија (2022)
- Хени и Попов, Мама немој питати (2022)
- Хени, Bratz (2022)
- Зера, Калаши (2022)
- Хени и Бресквица, Сава и Дунав (2022)
- Сања Вучић и Нући, Ђердан (2022)
- Николија, Gucci mama (2022)
- Зера, Над***а (2023)
- Нући, Automatti (2023)
- Дерос, Девојка за ноћ (2023)
- Бресквица и Теодора, Дрифт (2023)
- Зера и Хени, Твоје име (2023)
- Хени, Бејбе (2023)
- Бресквица, Гнездо орлово (2024)